# Simon Lindberg
Bror Göran Simon Lindberg (10 d'agost de 1983, Norra Åsum) és un polític suec i des de desembre de 2015 líder de l'organització neonazi i d'extrema dreta Moviment de Resistència Nòrdic. Lindberg ha estat jutjat per l'institut de recerca independent Counter Extremism Project com un dels homes més perillosos del món i una de les amenaces més grans per a la seguretat internacional.
Lindberg tingué experiència política en la formació nazi sueca Nationalsocialistisk front (NSF) on es va convertir en membre l'agost de 2000, i va ser nomenat líder del comtat de la NSF a Skåne en el dia del partit a Trollhättan l'agost de 2005. L'abril de 2006, va ser presentat com el primer nom de NSF a la llista electoral per al consell municipal de Kristianstad. Lindberg també ha estat actiu al Folkfronten, que més tard va canviar el seu nom pel de Svenskarnas parti.

## Política
Lindberg escriu amb freqüència al lloc web de Nordfront i afirma que té la mateixa ideologia bàsica que Adolf Hitler. Pel que fa als homosexuals, Lindberg va comentar a Sydsvenskan que "treballen per una liberalització de la qüestió del pedófil ". Lindberg també nega l'⁣Holocaust i afirma en el mateix article de Sydsvenskan que: "És irrellevant. Va ser fa més de seixanta anys. I hi ha proves que no era tan extens".

## Crim
Lindberg va ser arrestat per ser sospitós d'⁣agressió després que esclatés un motí quan alguns activistes de la RFSL van repartir preservatius i Lindberg i altres nazis els van buscar a les seves instal·lacions el 2006. Quan el cas es va jutjar al tribunal, Lindberg va afirmar que va actuar en defensa pròpia. El jutge va seguir la línia del fiscal i Lindberg va ser condemnat a tres mesos de presó. L'any 2018, malgrat la seva negació, Lindberg va ser condemnat per incitació a un grup ètnic després d'un discurs que va pronunciar a Mynttorget a Old Town el 2016, durant el qual va aixecar el braç dret amb un va tancar el puny i va cridar repetidament "Hell seger" (en català "Salve, victòria"). El 2017, Lindberg va ser arrestat durant una manifestació a Göteborg, sota sospita d'un motí violent.